# Acura ZDX
Der Acura ZDX war ein Mittelklasse-SUV der zu Honda gehörigen Marke Acura.

## Übersicht

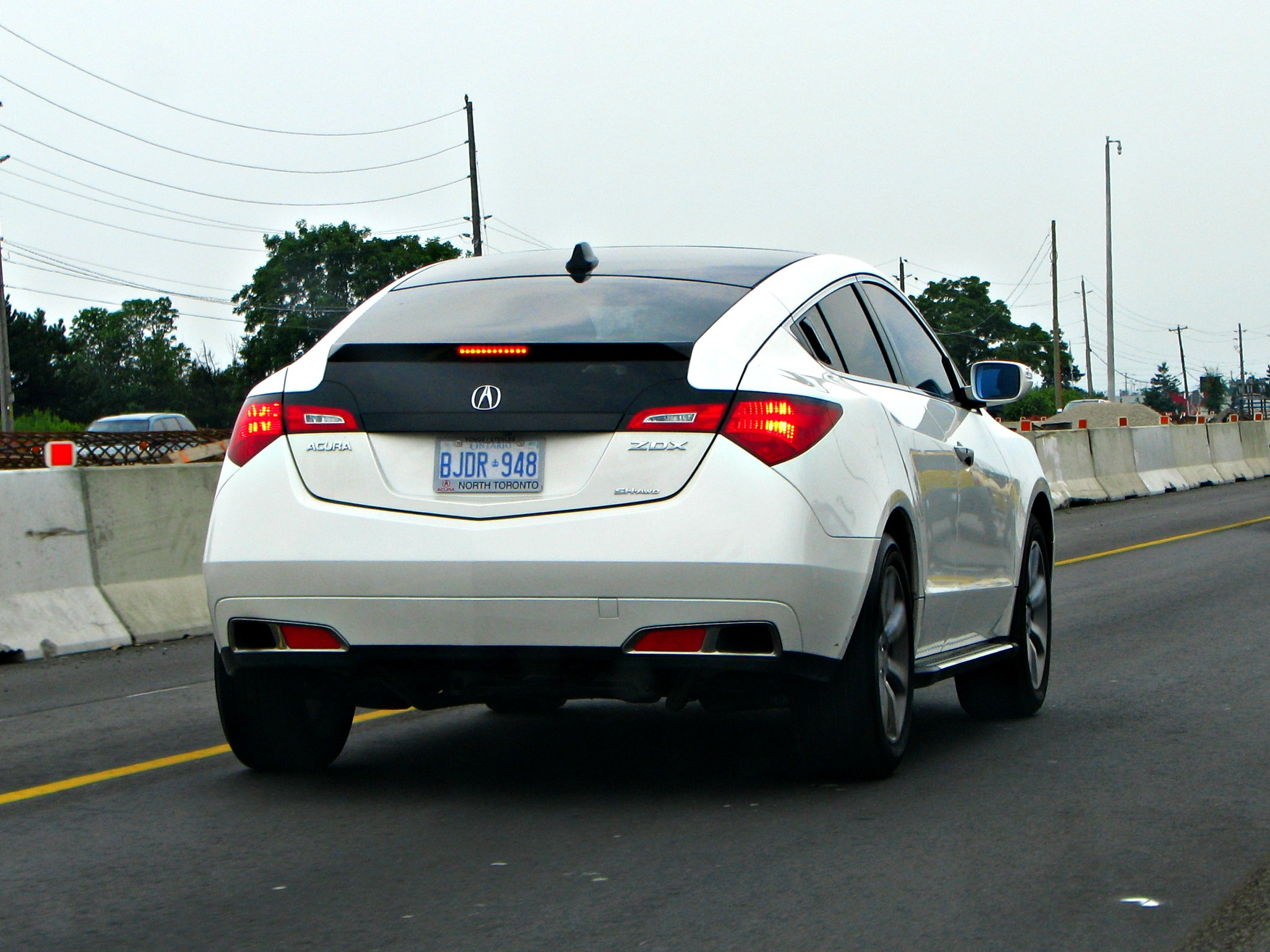
Heckansicht

Das zwischen 2009 und 2013 angebotene Fahrzeug ähnelte optisch beispielsweise dem BMW X6, war aber im Gegensatz zu diesem nicht höher als ein normaler PKW. Von Acura wurde der ZDX als luxuriöses viertüriges Sport-Coupe beworben; die Bezeichnung als Crossover dagegen vermieden. Die technische Basis lieferte der Acura MDX, ein vollwertiger SUV. Die Vorstellung des Konzeptfahrzeuges war auf der NYIAS 2009, die des Serienfahrzeugs formal auf der Orange County Auto Show im Oktober 2009. Die hinteren Türgriffe sind im Fensterrahmen untergebracht, sodass der Wagen auf den ersten Blick zweitürig wirkt. Von 2012 bis 2015 bot Honda mit dem Honda Crosstour ein Modell parallel an, das fast baugleich mit dem Acura ZDX war. In China wurde der ZDX zwischen 2011 und möglicherweise 2015 angeboten.

Angetrieben wurde der ZDX wie die meisten Acura-Modelle der damaligen Zeit von einem 3,7-Liter-V6-Motor, der 304 PS leistete (mit 224 kW). Der von Acura SH-AWD genannte Allradantrieb mit dynamischer Drehmomentenverteilung war im ZDX serienmäßig.